# Linor Abargil
Linor Abargil (ur. 17 lutego 1980 w Netanii) – izraelska modelka, Miss Świata w 1998, prawniczka i działaczka na rzecz ofiar przemocy seksualnej. 
W 2006 roku wyszła za mąż za litewskiego koszykarza Šarūnasa Jasikevičiusa, z którym rozwiodła się w 2008 roku. W 2010 roku wróciła do życia religijnego i jako ortodoksyjna żydówka poślubiła managera Orena Halfona. 
W 2013 roku miał premierę film dokumentalny Brave Miss World o gwałcie, którego padła ofiarą w Mediolanie kilka tygodni przed wyborem na Miss Świata w 1998 roku. Sprawcą przestępstwa był Uri Shlomo, agent Abargil. Początkowo zwolniony przez władze włoskie z powodu braku dowodów, następnie poszukiwany międzynarodowym listem gończym przez władze izraelskie, zwabiony podstępem do Izraela został aresztowany i skazany na 16 lat więzienia za gwałt ze szczególnym okrucieństwem na Abargil w oparciu o dowód z materiału genetycznego znalezionego w jego samochodzie.